# Encentrum dieteri
Encentrum dieteri är en hjuldjursart som beskrevs av De Smet 1995. Encentrum dieteri ingår i släktet Encentrum och familjen Dicranophoridae. Inga underarter finns listade i Catalogue of Life.